# بارني فوري
بارني فوري (بالإنجليزية: Barney Furey)‏ هو ممثل أمريكي، ولد في 7 سبتمبر 1886 في بويسي في الولايات المتحدة، وتوفي في 18 يناير 1938 في لوس أنجلوس في الولايات المتحدة.

## وصلات خارجية
- بارني فوري على موقع IMDb (الإنجليزية)
- بارني فوري على موقع قاعدة بيانات الفيلم (الإنجليزية)